# Gorceixia
Gorceixia là một chi thực vật có hoa trong họ Cúc (Asteraceae).

## Loài
Chi Gorceixia gồm các loài: